# Ясюв
Ясюв (пол. Jasiów) — село в Польщі, у гміні Заґнанськ Келецького повіту Свентокшиського воєводства.
Населення — 297 осіб (2011).
У 1975-1998 роках село належало до Келецького воєводства.

## Демографія
Демографічна структура на день 31 березня 2011 року:
|          | Загалом | Допрацездатний вік | Працездатний вік | Постпрацездатний вік |
| -------- | ------- | ------------------ | ---------------- | -------------------- |
| Чоловіки | 138     | 26                 | 93               | 19                   |
| Жінки    | 159     | 30                 | 88               | 41                   |
| Разом    | 297     | 56                 | 181              | 60                   |